# Dagonya

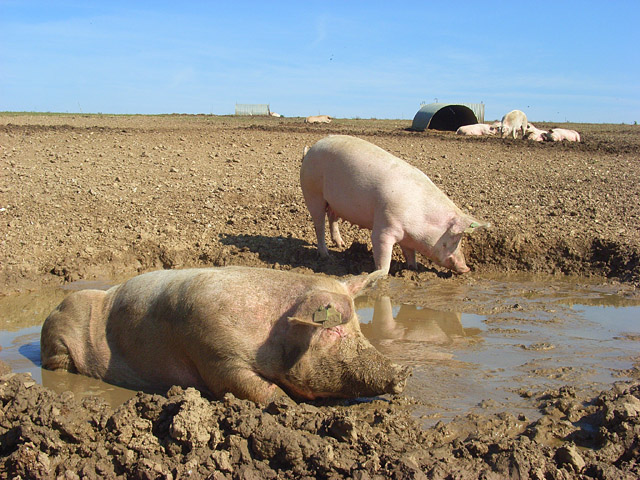
Dagonyázó házi sertések

A dagonya olyan vizes-sáros mélyedés vagy gödör, amelyet a gímszarvas és a vaddisznó is rendszeresen felkeres, hogy abban sárfürdőzzzön. A dagonyázás e fajok szükséglete, melynek számos élettani és etológiai magyarázata lehet.
A benedvesedett szőrzetről elpárolgó víz hűtheti a vadat, így az könnyebben elviseli a meleget. A sár a szőrszálak összetapasztásával elősegítheti a szőrzet bizonyos fokú lezárását, hogy a külső élősködők (kullancsok, atkák, tetvek, bolhák, szúnyogfélék stb.) kevésbé férjenek hozzá a vad bőréhez. Ellentmondás, hogy késő ősszel vagy télen is megfigyelhető friss dagonyázás, amikor sem külső élősködő, sem a meleg nem kényszeríti az egyedeket a dagonyába.
Az állatok erdei utakon időnként kialakuló keréknyomokban is gyakran dagonyáznak.